# Азербайджан на Играх исламской солидарности 2005
Азербайджан на I играх Исламской солидарности, проводившихся с 8 по 20 апреля в городе Мекка в Саудовской Аравии, представляли 103 спортсмена в 12 видах спорта. Знаменосцем на церемонии открытия стал тхэквондист Илькин Шахбазов.
На Играх исламской солидарности 2005 года спортсмены Азербайджана завоевали 15 медалей: четыре золотые, четыре серебряные и семь бронзовых. В итоге сборная заняла 8-е место в неофициальном общекомандном зачёте по достоинству медалей.